# Rue de la Course
La rue de la Course est une rue de la ville de Strasbourg, en France.

## Localisation
La rue est située dans le quartier de la Gare près de la gare centrale qui donne d'ailleurs son nom au quartier. La rue des Païens la relie à la rue Déserte.

## Origine du nom
Son premier nom de Rennegasse date de 1398, sans doute à cause de courses de chevaux, ce qui correspond exactement au français rue de la Course. Au cours de l'histoire, elle a changé de nom alternant l'allemand et le français et s'est appelée successivement rue des Courants, grande rue de la Course, grande rue du Bouleau, rue des Coursiers, grande rue de la Course, Gross Renn Gasse, Grosse-Renngasse, rue de la Course, grande rue de la Course, Renngasse et enfin rue de la Course, son nom actuel.

## Description
La rue de la Course est étroite et peu passante, mais abrite de très nombreux commerces. Longue de 400 m, elle débute au niveau du 6 quai Saint-Jean, à la hauteur du pont Kuss. Elle adopte un tracé orienté sud-ouest et se termine en débouchant sur le boulevard de Metz.
- Au no 1 se trouve une maison en pierre de taille avec balcon à lions sculptés.

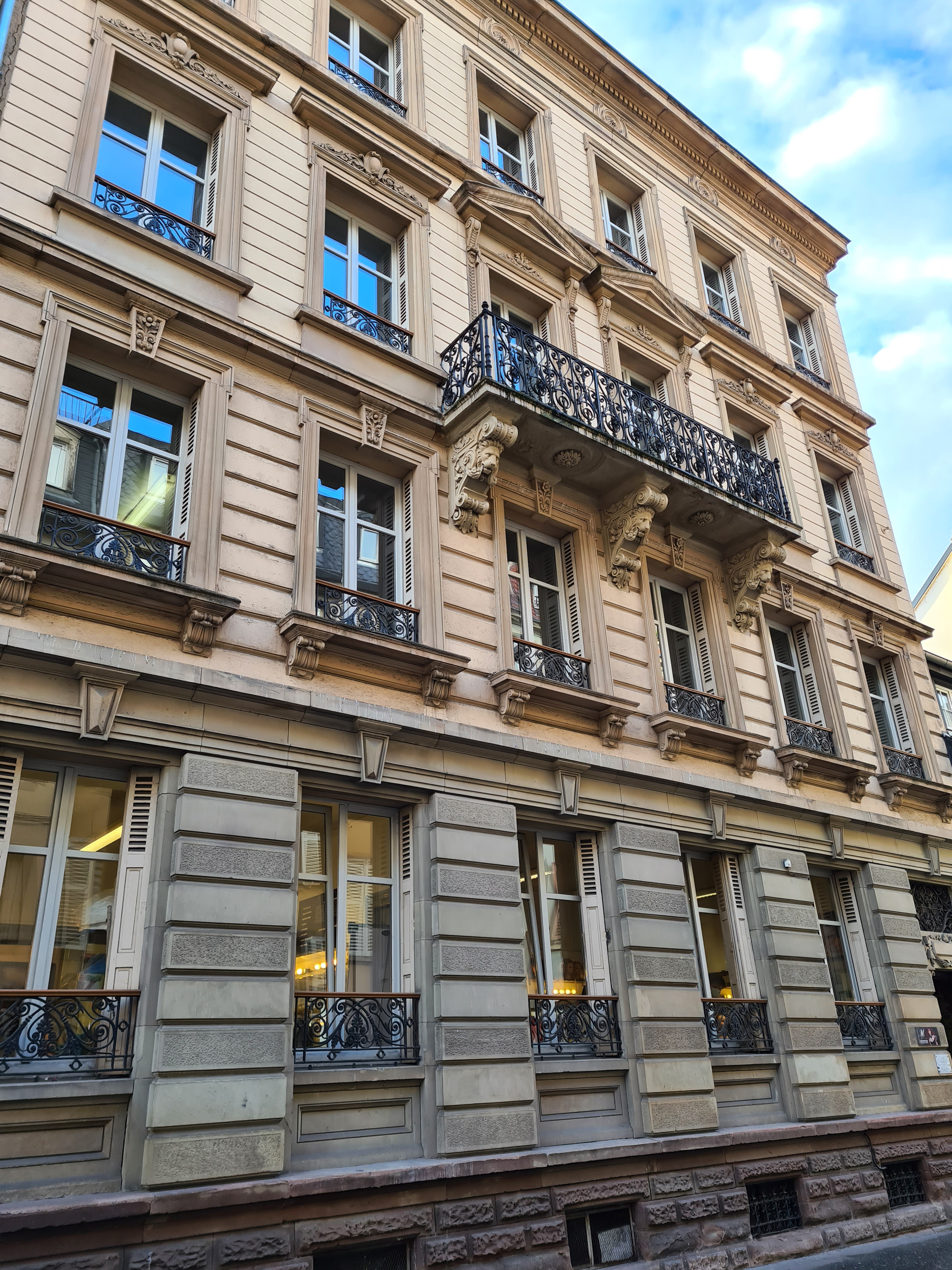
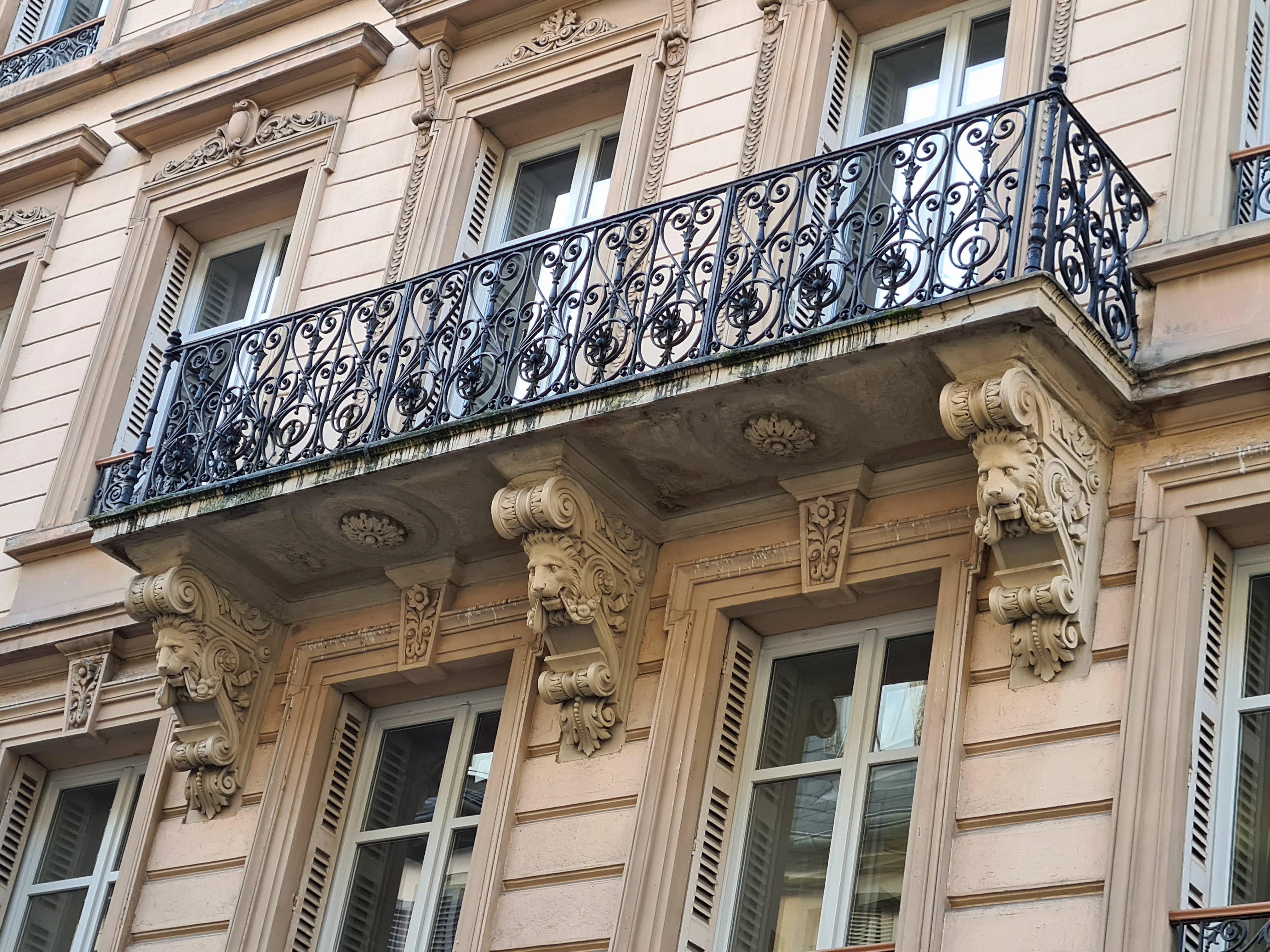
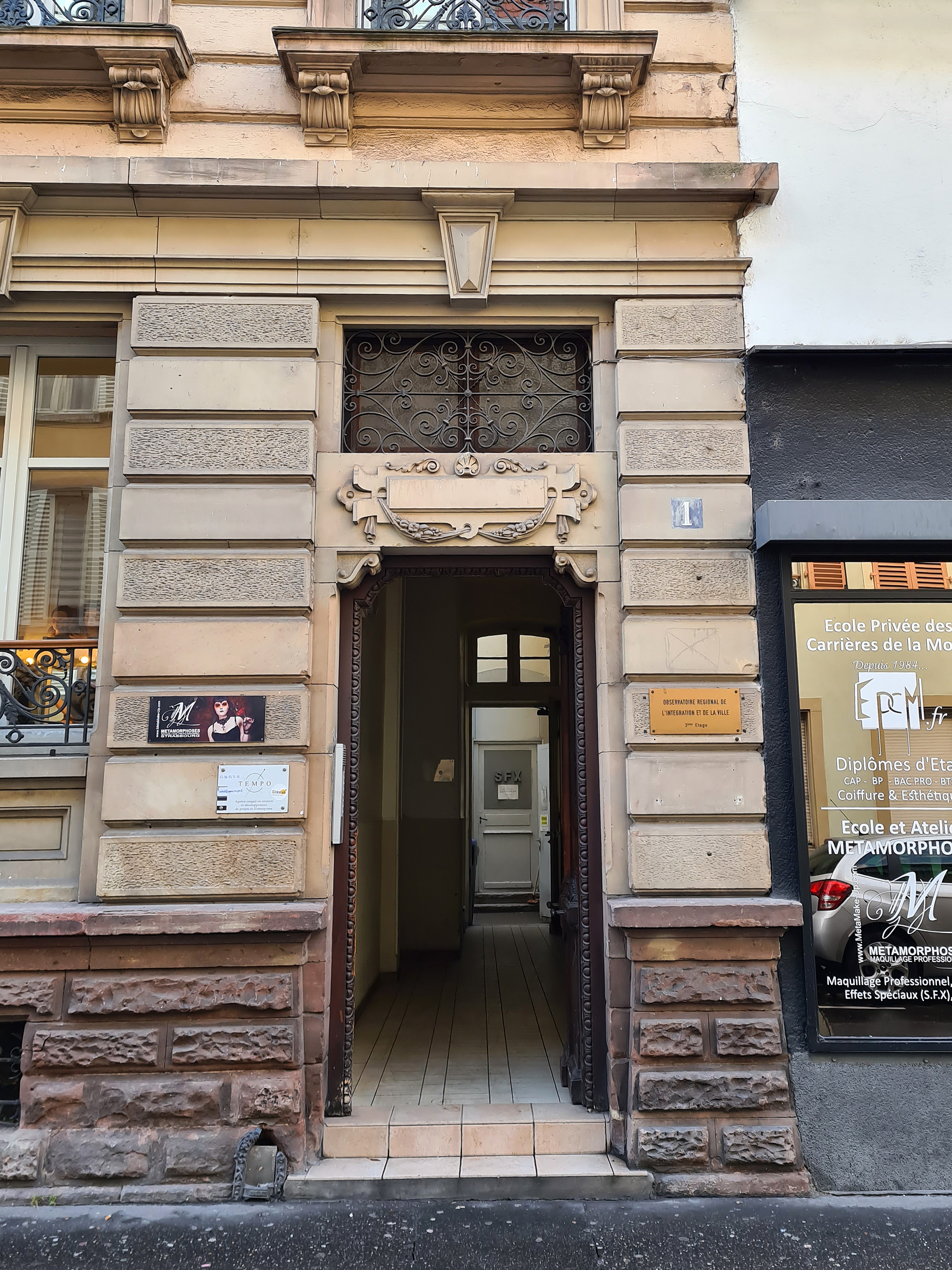

- Au no 41 de la rue se trouve un portail avec un écusson de maréchal-ferrant.

## Transports en commun
Les lignes de tram B et F se trouvent à proximité de la rue. La gare est à environ 300 mètres.